# Norops utowanae
Norops utowanae este o specie de șopârle din genul Norops, familia Polychrotidae, descrisă de Thomas Barbour în anul 1932. Conform Catalogue of Life specia Norops utowanae nu are subspecii cunoscute.